# Josep Aguirre Matiol
Josep Aguirre Matiol (Ciutat de València, 15 d'agost de 1842 — València, 30 de setembre de 1920) va ser un poeta i empresari valencià.

## Biografia
Va nàixer al barri del Grau, fill de Vicent Viet d'Aguirre i Bohigues i de Maria de l'Assumpció Matiol i Amiguet.
Als 18 anys partí cap a Marsella per aprendre francès. Poc temps després, al morir el seu pare, el 1863, va viatjar a Cuba per recollir l'herència. Uns anys després, el 1867, es va casar amb Rosa Verdaguer Serrano, amb qui va tenir sis fills. El 1885, al morir la seva primera esposa, es va tornar a casar amb Maria Sirera Fenollós amb qui va tenir cinc fills.
Cursà estudis mercantils i ingressà a l'Institut Provincial, on va fer amistat amb el cronista de la ciutat Vicent Boix i Ricarte i amb els iniciadors de la Renaixença valenciana, Teodor Llorente i Vicent Wenceslau Querol. Destacà per ser l'impulsor de les exportacions cap a Anglaterra de productes agraris valencians com les taronges, les cebes o els tomàquets, durant un període en què l'activitat econòmica era realment molt rendible. Així, ha sigut considerat com una de les figures principals de l'emprenedora burgesia mercantil valenciana. Com a tal, va esdevenir cònsol de Turquia.
Cofundador de Lo Rat Penat, va obtenir la flor natural dels Jocs Florals de l'entitat l'any 1883 amb el poema Lo peixcador, amb el que obtingué el premi de La Flor Natural del 1883, i Caseta Blanca. La seua obra poètica gira sovint entorn dels temes mariners. Aguirre havia travat amistat amb Vicent Boix i Teodor Llorente, i destacà per ser l'amfitrió d'aplecs literaris valencianistes, en el seu mas de la Caseta Blanca, al terme de Bétera.
El 1940 li fou dedicada una placa commemorativa a l'estació marítima del Grau de la capital. Posteriorment, el 1946, se li construí un monument. L'anterior placa s'acabà situant al carrer que actualment té el seu nom.